# マテアキ・カファトル
マテアキ・カファトル（Mateaki Kafatolu、1989年8月11日 - ）は、トップ14・アヴィロン・バイヨネに所属するラグビーユニオン選手。

## プロフィール
- ニュージーランドロワー・ハット出身[1]。
- ポジションはフランカー(FL)。
- 身長 183cm、体重 105kg
- トンガ代表キャップは4。（2021年10月現在）

## 略歴
北海道バーバリアンズ、ウェリントンを経て、2019年12月、サンウルブズの2020シーズンスコッドに選ばれた。
2021年、ペトネに加入。
翌2022年、バイヨンヌに加入。